# Teddy Edwards
Theodore Marcus Edwards, detto Teddy (Jackson, 26 aprile 1924 – Los Angeles, 20 aprile 2003), è stato un sassofonista statunitense.

## Discografia parziale
- 1947 - The Foremost!
- 1948 - Central Avenue Breakdown, Vol. 1
- 1949 - Central Avenue Breakdown, Vol. 2
- 1958 - Sonny Rollins at Music Inn/Teddy Edwards at Falcon's Lair
- 1959 - It's About Time
- 1960 - Sunset Eyes
- 1960 - Teddy's Ready!
- 1960 - Back to Avalon
- 1961 - Together Again!!!!
- 1961 - Good Gravy!
- 1962 - Heart & Soul
- 1966 - Nothin' But the Truth!
- 1967 - It's All Right!
- 1974 - Feelin's
- 1976 - The Inimitable Teddy Edwards
- 1979 - Young at Heart
- 1979 - Wise in Time
- 1980 - Out of This World
- 1981 - Good Gravy
- 1991 - Mississippi Lad
- 1993 - Blue Saxophone
- 1994 - La Villa: Live in Paris
- 1995 - Tango in Harlem
- 1996 - Horn to Horn
- 1997 - Midnight Creeper
- 1999 - Close Encounters
- 1999 - Sunset Eyes 2000
- 2000 - Ladies Man
- 2003 - Smooth Sailing